# Majoren
Majoren ist eine Schäreninsel in der Nordsee vor  der norwegischen Stadt Stavanger in der Provinz Rogaland.
Sie liegt im nördlichen Teil des Hafens Vågen der Stadt, westlich der größeren Insel Engøy, südlich von Buøy, nordwestlich von Plentingen. Etwas nördlich liegen die noch kleineren Schäreninseln Majorgrunnen und Majorskjeret. Die unbewohnte, felsige nur spärlich bewachsene Insel dehnt sich in West-Ost-Richtung über etwa 74 Meter aus, bei einer Breite von bis zu etwa 39 Metern und einer Höhe von bis zu 3 Metern.